# 柏木隆雄
柏木 隆雄（かしわぎ たかお、1944年8月10日 - ）は、フランス文学者、大阪大学名誉教授、前大手前大学学長。オノレ・ド・バルザック、ジュール・ルナールの研究が専門だが、日本文学にも造詣が深い。

## 来歴
三重県生まれ。三重県立松阪工業高等学校工業化学科を卒業、住友金属工業に入社、中央研究所勤務の後、1969年大阪大学文学部仏文科卒、75年同大学院満期退学、神戸女学院大学専任講師、助教授、1983年大阪大学文学部助教授、91年教授、2004-06年大学院文学研究科長、文学部長。2008年定年退任、名誉教授。2008-11年放送大学大阪学習センター所長、2011年大手前大学副学長、12年－16年学長。
2001-05年日本フランス語フランス文学会副会長、06-09年同関西支部長、09-13年日本フランス語フランス文学会副会長、13年-15年同会長。

## 著書
- La Trilogie des Célibataires d'Honoré de Balzac, A-G. Nizet, 1983
- 『イメージの狩人 評伝ジュール・ルナール』臨川書店〈臨川選書〉 1999
- 『謎とき「人間喜劇」』ちくま学芸文庫 2000
- 『人とともに本とともに』朝日出版社 2008
- 『交差するまなざし 日本近代文学とフランス』朝日出版社 2008
- 『バルザック詳説　『人間喜劇』解読のすすめ』水声社 2020
- 『本居宣長・本居春庭・小津久足・小津安二郎　伊勢松阪の知の系譜』和泉書院 2024

### 共編著
- 『異文化の交流』山口修共編 大阪大学出版会 1996
- 『バルザックとこだわりフランス ちょっといい旅』恒星出版(カルチャーフロンティアシリーズ)　2003
- 『レクチュールの冒険 新編・フランス文学選』金崎春幸、春木仁孝、和田章男共編 朝日出版社 2005
- 『甦る江戸肉筆画 トロンコワ・コレクションを読み解く』 柏木加代子共編 水声社 2019

### 翻訳
- ロラン・ブルヌフ/レアル・ウエレ『小説の世界』山中知子・長谷川富子共訳 駿河台出版社 1993
- 『ねなしかずら ジュール・ルナール全集 第2巻』臨川書店 1995
- 『葡萄畑の葡萄作り ジュール・ルナール全集 第4巻』臨川書店 1995
- 『村の無骨な仲間たち・ラゴット ジュール・ルナール全集 第6巻』寺本成彦共訳 臨川書店 1995
- 『戯曲集 ジュール・ルナール全集 第8・9巻』松田和之・金崎春幸共訳 臨川書店 1996
- 『日記4 ジュール・ルナール全集 第14巻』臨川書店 1997
- 『バルザック「人間喜劇」セレクション第13巻 従兄ポンス－収集家の悲劇』藤原書店 1999
- 『書簡選・年譜・日記索引 ジュール・ルナール全集 第16巻』臨川書店 1999
- Violette Rey 『ベラン世界地理大系　東ヨーロッパ』鈴木隆共編訳 朝倉書店 2008
- バルザック『ソーの舞踏会』ちくま文庫（バルザック・コレクション）2014
- バルザック『暗黒事件』ちくま文庫（バルザック・コレクション）2014

## 記念論集
- 『テクストの生理学』柏木隆雄教授退職記念論文集刊行会 朝日出版社 2008

## 論文
- 柏木隆雄